# Лузітанський кінь

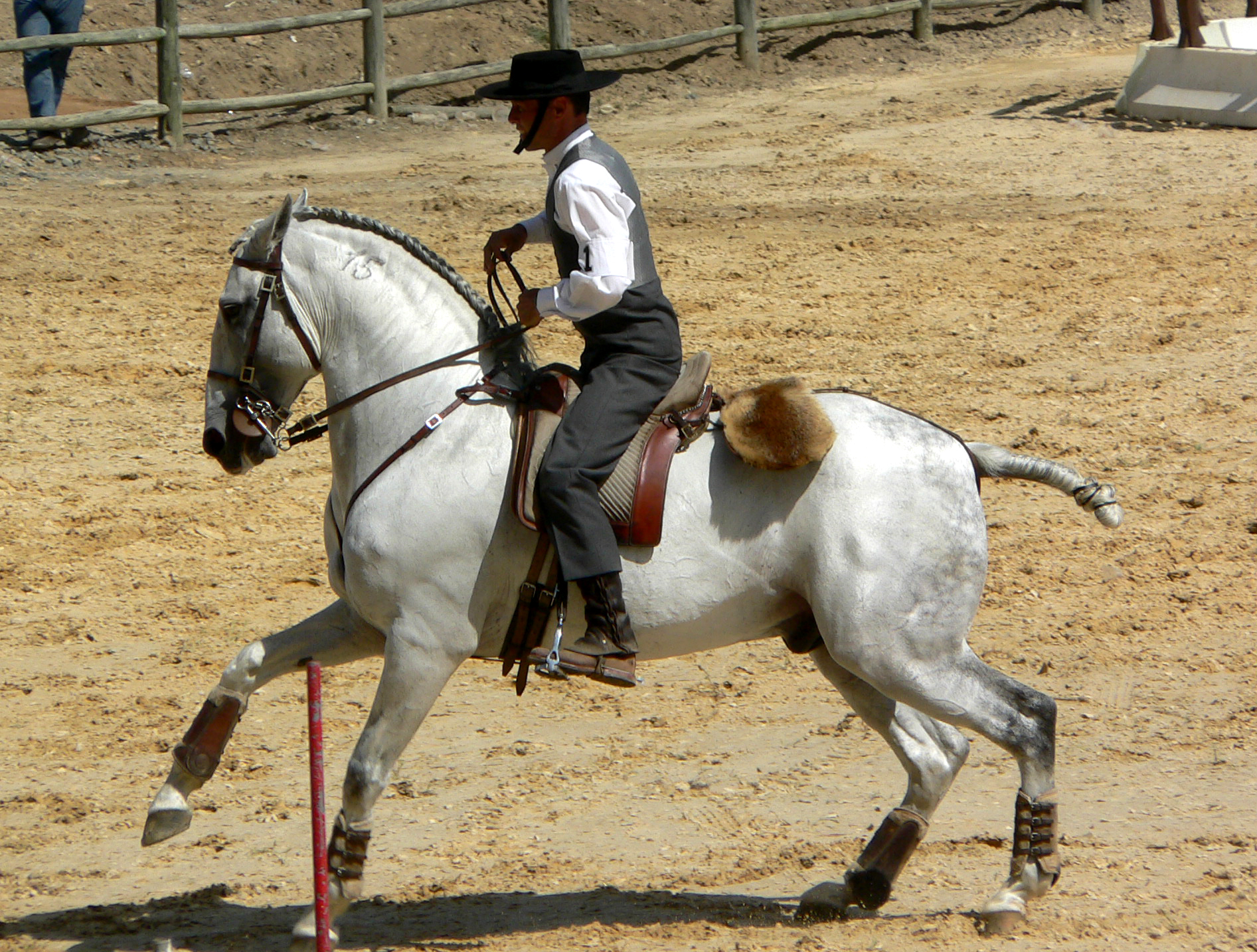
Лузітанський кінь

Лузіта́нський кі́нь (порт. lusitano, МФА: [ɫu.zi.ˈtɐ.nu] «лузітанин; лузітанський [кінь]») — португальська порода бойових коней. Один із іберійських коней. Близький родич іспанського андалузького коня, з яким до 1966 року вважався однією породою. Назва походить від поетичного найменування Португалії — Лузітанія й стародавнього народу лузітанів, який використовував малих, але спритних коней і мав швидку кавалерію, кращу за римську. Як порода сформувалася на основі береберської породи, яка потрапила до Піренейського півострова після мусульманського завоювання в VIII ст. Протягом історії використовувалася андалузцями, кастильцями і португальцями для війни; сьогодні — для виїздки та боях з биками. Середній зріст жеребців у холці — 162 см, кобил — 155 см. Вага — 550—600 кг. Найпоширеніші масті — сіра, гніда і руда. Голова пропорційна. Очі великі, мигдалеподібної форми. Вуха середньої довжини. Шия не дуже довга, вигнута красивою аркою, високо поставлена, з розвиненим гребнем. Корпус широкий, глибокий і округлий. Круп міцний, з низько поставленим хвостом. Ноги середньої товщини, міцні. Використовуються у кінному спорті, зокрема на Олімпійських іграх збірними Португалії й Іспанії. На відміну від андалузької породи не численна; у світі нараховується лише 2 тисячі маток цієї породи, половина з яких у Португалії. Також — чистокровна лузітанська (порт. puro-sangue lusitano, PSL), лузітану.

## Галерея

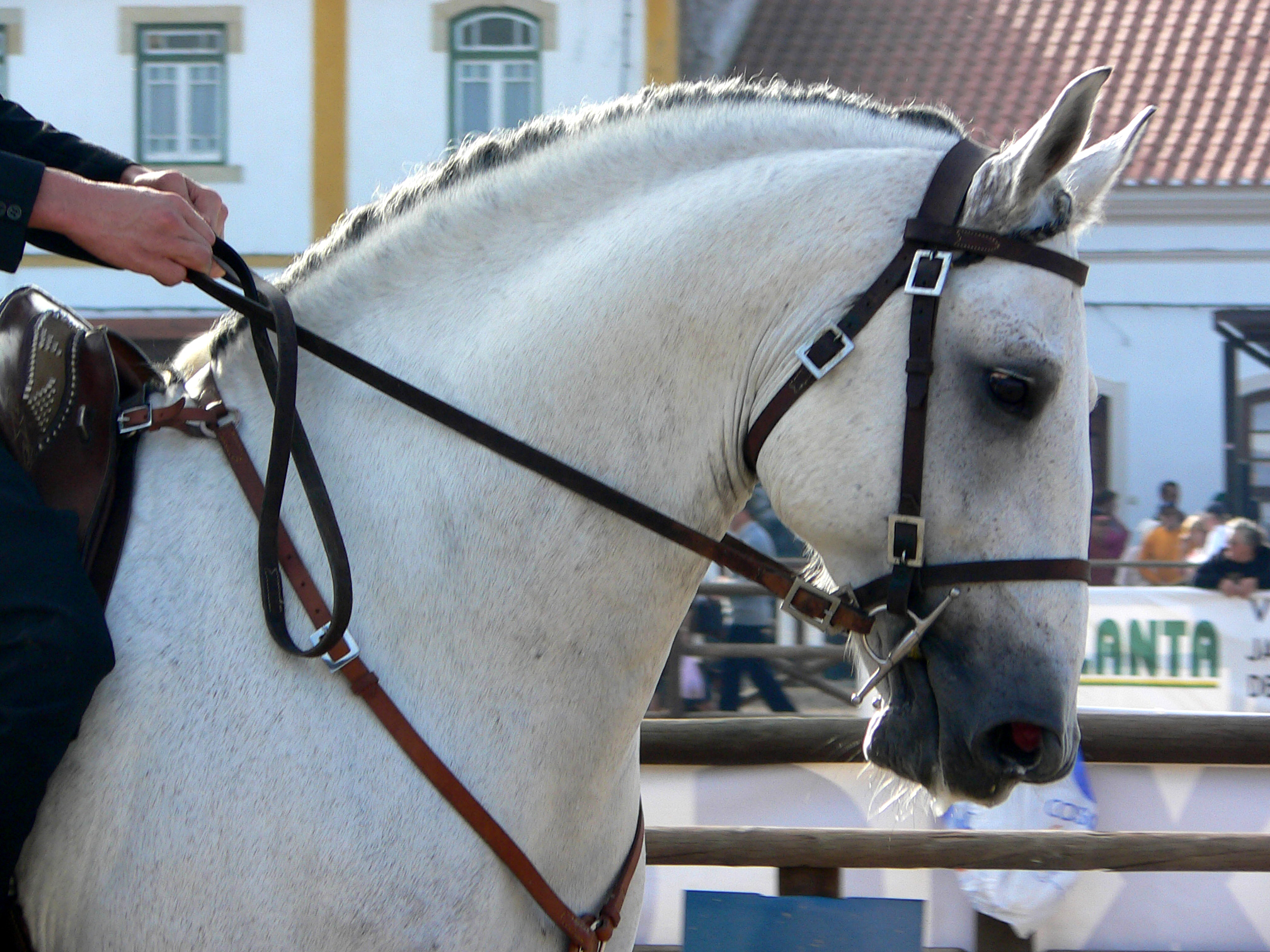
Голова
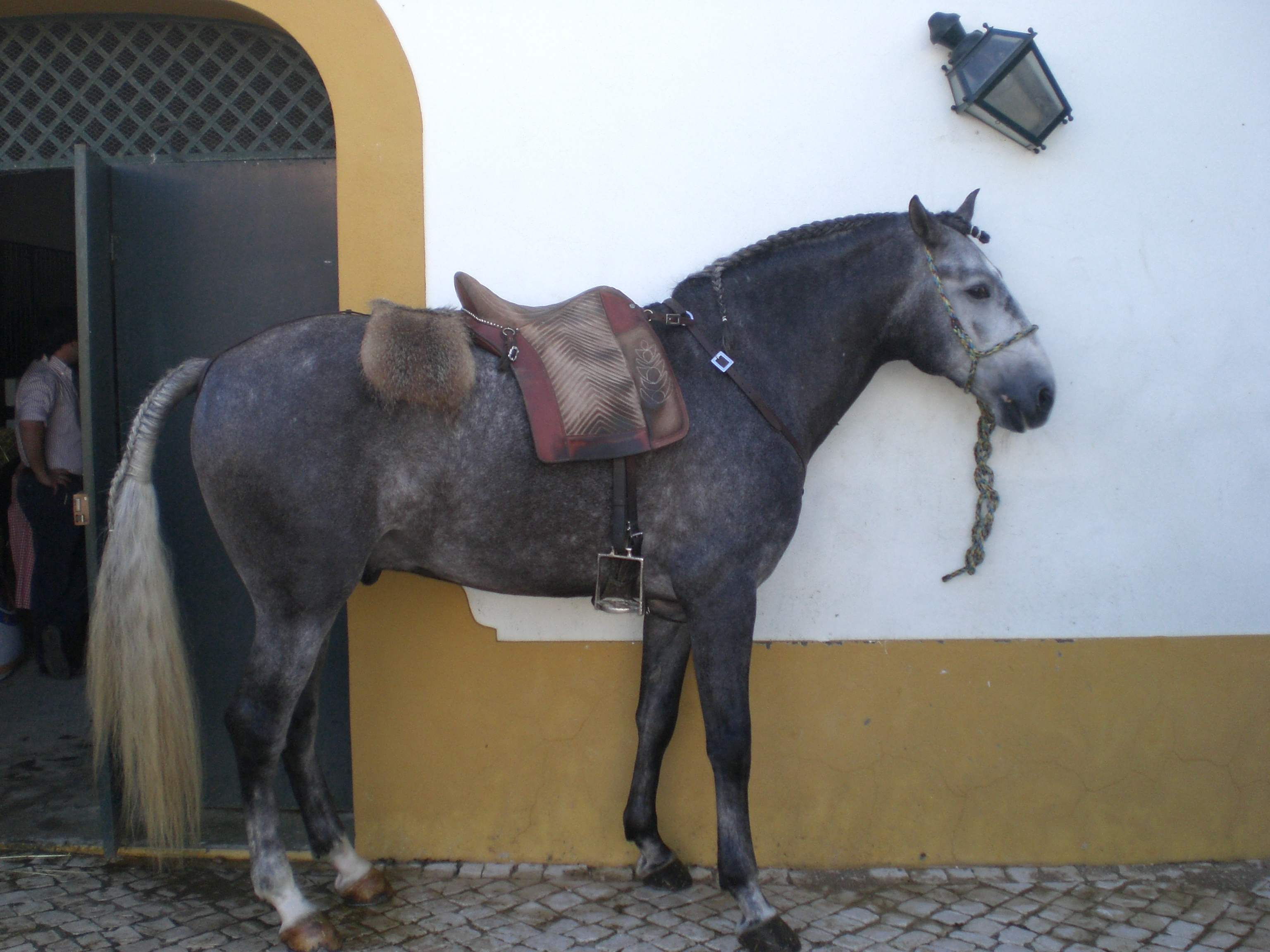
Сіра масть
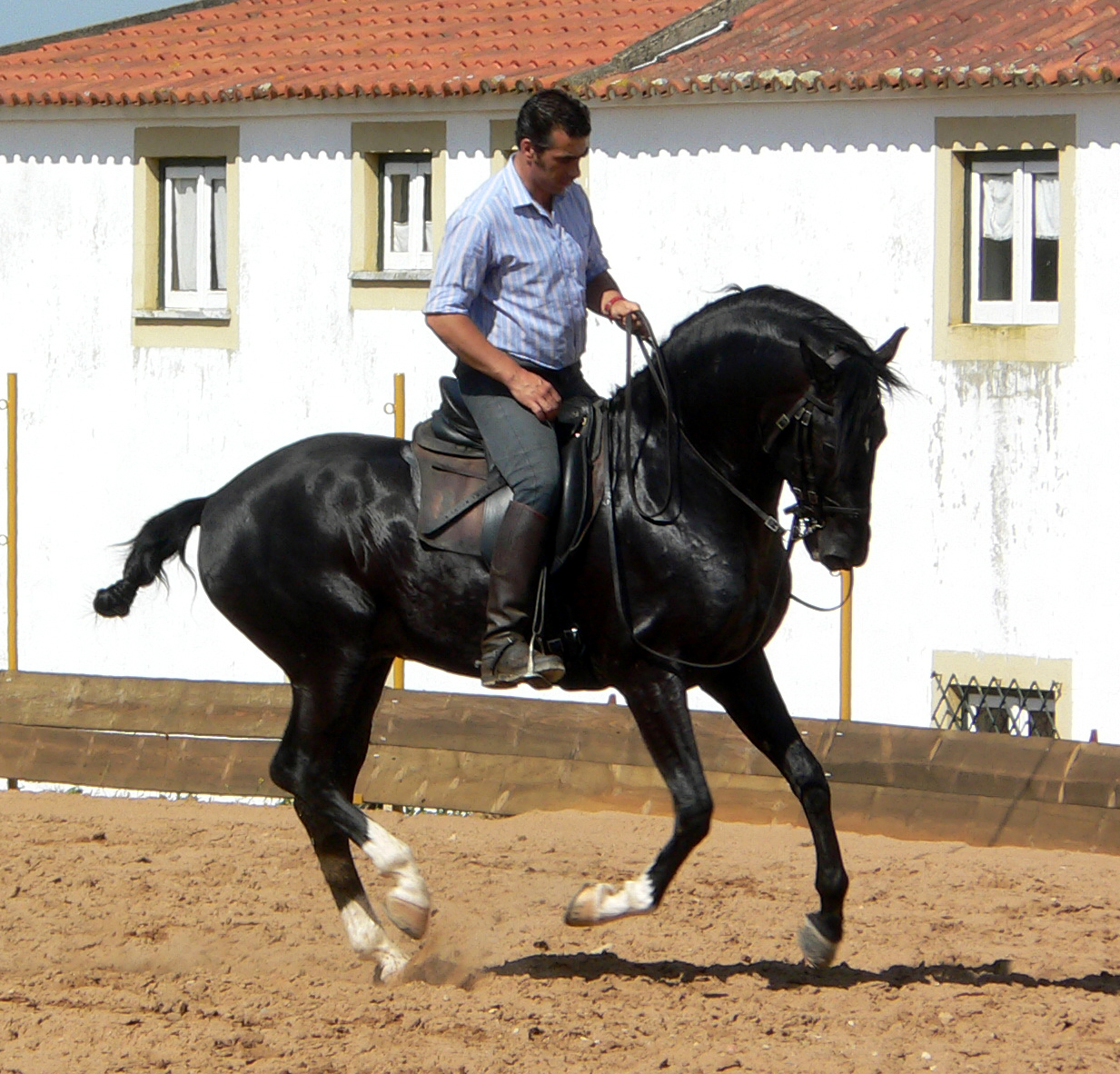
Виїздка
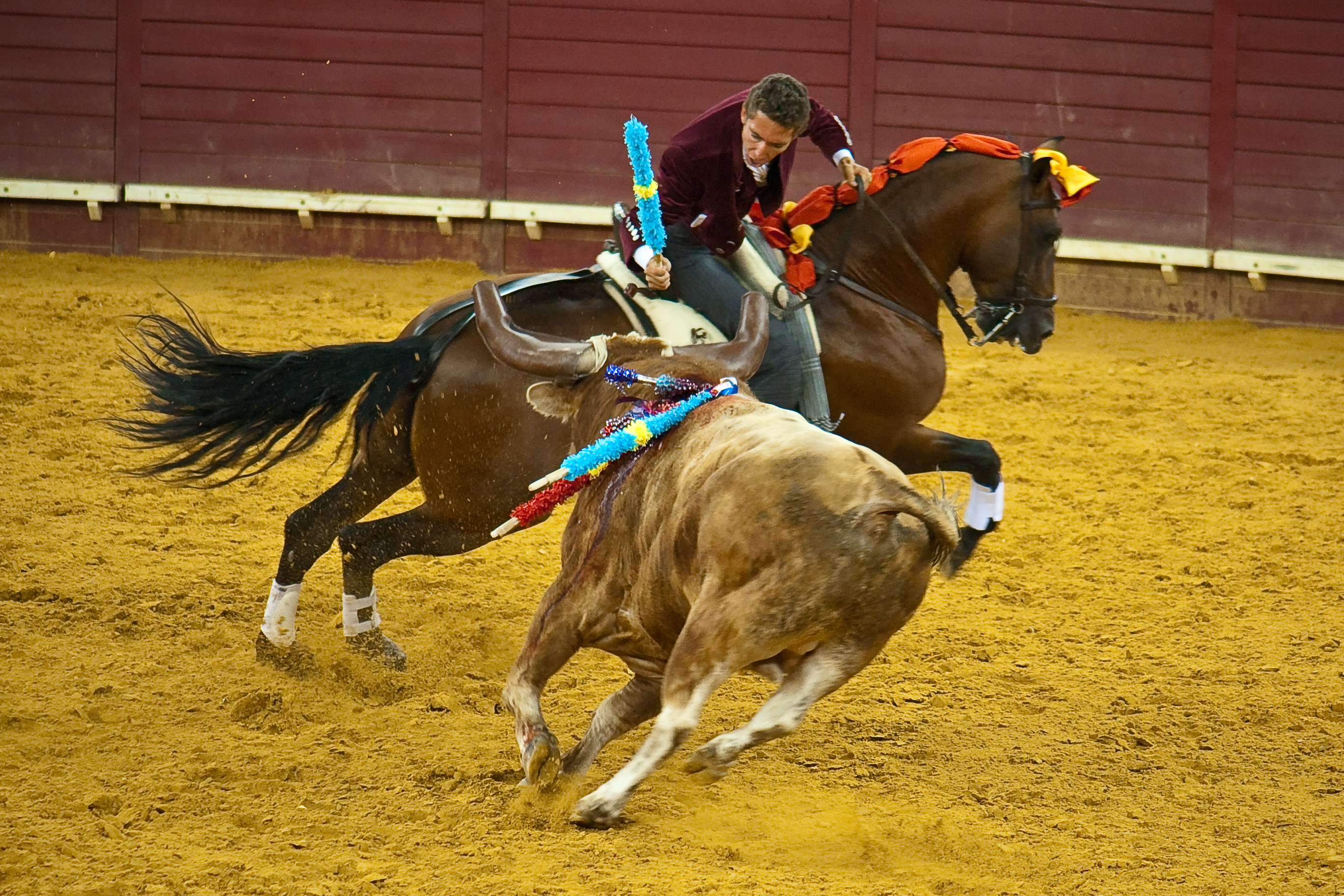
Корида
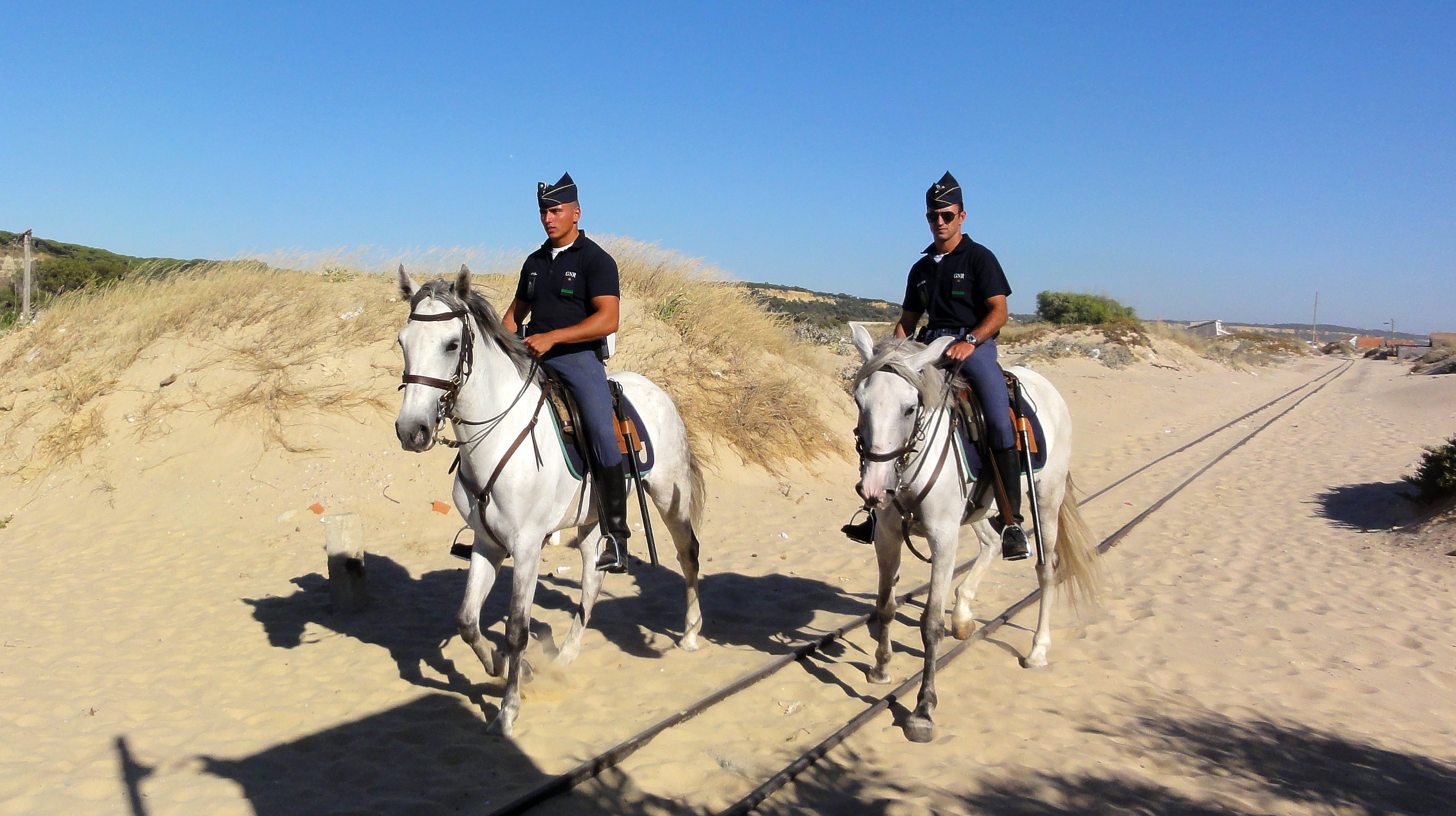
Португальська жандармерія